# Dragon Quest IX: Sentinels of the Starry Skies
Dragon Quest IX: Sentinels of the Starry Skies (ドラゴンクエストIX 星空の守り人 Doragon Kuesuto Nain Hoshizora no Mamoribito?) är ett datorrollspel som utvecklades av Level-5 och gavs ut av Square Enix till Nintendo DS. Spelet är den nionde delen i spelserien Dragon Quest, och den första delen i serien som ursprungligen släpptes till en bärbar spelkonsol. Spelet släpptes den 11 juli 2009 i Japan, och i juli 2010 både i Nordamerika och i Europa.

## Handling
Dragon Quest IX börjar i ett rike där änglar, och även hjälten bor. Hjälten börjar som en skyddsängel som har fått i uppdrag att beskydda en mänsklig by. Dessa änglar har under en tid försökt att ta sig in i Guds Land. Men innan de kan lämna änglariket behöver de en frukt som kallas för Fygg. Frukten är mycket sällsynt och världsträdet Yggdrasil som det växer på måste ha befogenhet med kristalliserade massor av de dödligas tacksamhet, benevolessens, som man får genom att hjälpa människor i den dödliga världen.
1. ↑  『日本ゲーム大賞 2010』 年間作品部門の各賞が決定致しました。受賞作品は以下の通りです。, Computer Entertainment Supplier's Association, läs online.[källa från Wikidata]